# Панкратово (Грязовецкий район)
Панкратово — деревня в Грязовецком районе Вологодской области.
Входит в состав Сидоровского муниципального образования, с точки зрения административно-территориального деления — в Сидоровский сельсовет.
Расположена на юго-востоке района, в 1 км от центра сельского поселения, в 49 км от районного центра. Ближайшая железнодорожная станция — Вохтога — расположена в 6 км от Панкратово. Рядом с деревней протекает река Лежа.
По переписи 2002 года население — 53 человека (19 мужчин, 34 женщины). Преобладающая национальность — русские (98 %).
В 1960 году в Панкратово родилась Нина Владимировна Брусникова — Герой России, оператор машинного доения племенного завода-колхоза «Аврора».